# Sonagachi

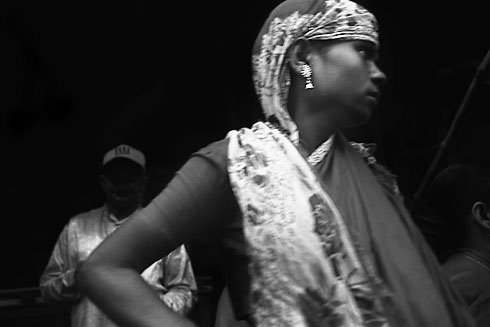
Un spectacle dans le quartier Sonagachi.

Sonagachi est un quartier de la ville de Calcutta, au Bengale-Occidental, en Inde, considéré comme le plus grand quartier chaud de la ville et l'un des plus importants lieux de prostitution d'Asie. Il comprend plusieurs centaines de maisons closes et 9 000 à 10 000 prostituées y officieraient.